# Gavotí de Craveri
El gavotí de Craveri (Synthliboramphus craveri) és un ocell marí de la família dels àlcids (Alcidae), que antany era inclòs al gènere Brachyramphus.

## Morfologia
- Fa uns 25 cm de llargària, amb un pes d'uns 150 g.
- Al plomatge no s'observen diferències estacionals ni entre sexes.
- Les parts superiors i els flancs són negre pissarra. Les parts inferiors blanques. Els flancs i la superfície inferior de les ales és gris brunenc.
- Bec petit, relativament fi i llarg, de color negre.
- Els joves són semblants als adults amb taques negroses al pit i els flancs.

## Hàbitat i distribució
Pelàgic i costaner, cria a esquerdes entre les roques en illes del Golf de Califòrnia, i probablement també a altres illes properes a la costa del Pacífic de Baixa Califòrnia. Es dispersa pel Golf de Califòrnia i a la llarga de la costa del Pacífic de Mèxic i els Estats Units.